# Casa Museo Gabriel García Márquez
La Casa Museo Gabriel García Márquez es un museo de Aracataca, Colombia. Funciona en el sitio donde nació el escritor Gabriel García Márquez.

## Historia
En el solar estuvo construida la casa de los abuelos maternos de García Márquez, donde nació en 1927 y vivió hasta los cuatro años. La casa estaba construida en palma y bahareque, materiales característicos de la región hasta antes de la llegada de la United Fruit Company. Un incendio la destruyó casi por completo el 20 de julio de 1925, y fue reconstruida de inmediato por la familia Márquez Iguarán.
La casa original fue demolida en los años 1970. Antes de la construcción de la casa museo, en el predio se encontraban tres edificaciones: la administración, construida en ladrillo; la casa natal, construida en madera entre 1957 y 1987 y el auditorio Úrsula Iguarán, construido en 2000. Los dos primeros presentaban problemas graves de deterioro.
La casa se construyó de acuerdo con la descripción de García Márquez en Vivir para contarla, y tal como el autor lo deseó. El diseño final fue aprobado mediante Resolución 050 del Ministerio del 27 de junio de 2006. Cada espacio se nombró de común acuerdo con el novelista. Más que pretender reconstruir una casa de la que no se contaba con ningún testimonio gráfico, se buscó rescatar el contexto de la vida cotidiana del escritor.
El inmueble sufrió sucesivas transformaciones desde 1912, fue declarado monumento nacional en 1996 y rehabilitado en 2006 por el Ministerio de Cultura y la Universidad del Magdalena. La casa museo fue inaugurada en abril de 2010. La inversión del ministerio fue de 703 349 684 pesos colombianos.

## Museística
El museo está compuesto por catorce ambientes característicos de las casas caribeñas, como salas y espacios que contienen muebles y objetos relacionados con la vida y obra de García Márquez:
1. Cocina y su despensa
2. Comedor
3. Corredor de las begonias
4. Cuarto de los abuelos
5. Cuarto de los guajiros
6. Cuarto de los trastos
7. Cuarto de Gabo niño
8. Cuarto de hospital
9. Cuarto de Sara Emilia
10. Oficina del abuelo
11. Patio
12. Sala de recibo
13. Sala de visitas
14. Taller de platería

## Ubicación
El museo está ubicado en la carrera 5 # 6-35, Aracataca, Magdalena.

## Horario de atención
- Martes a sábado: 9 a. m. - 12 m / 2 p. m. - 5 p. m.
- Domingo: 8 a. m. - 12 m / 1 p. m. - 3 p. m.
- Lunes: cerrado, excepto festivos, en cuyo caso el martes no hay atención al público.[6]

## Galería

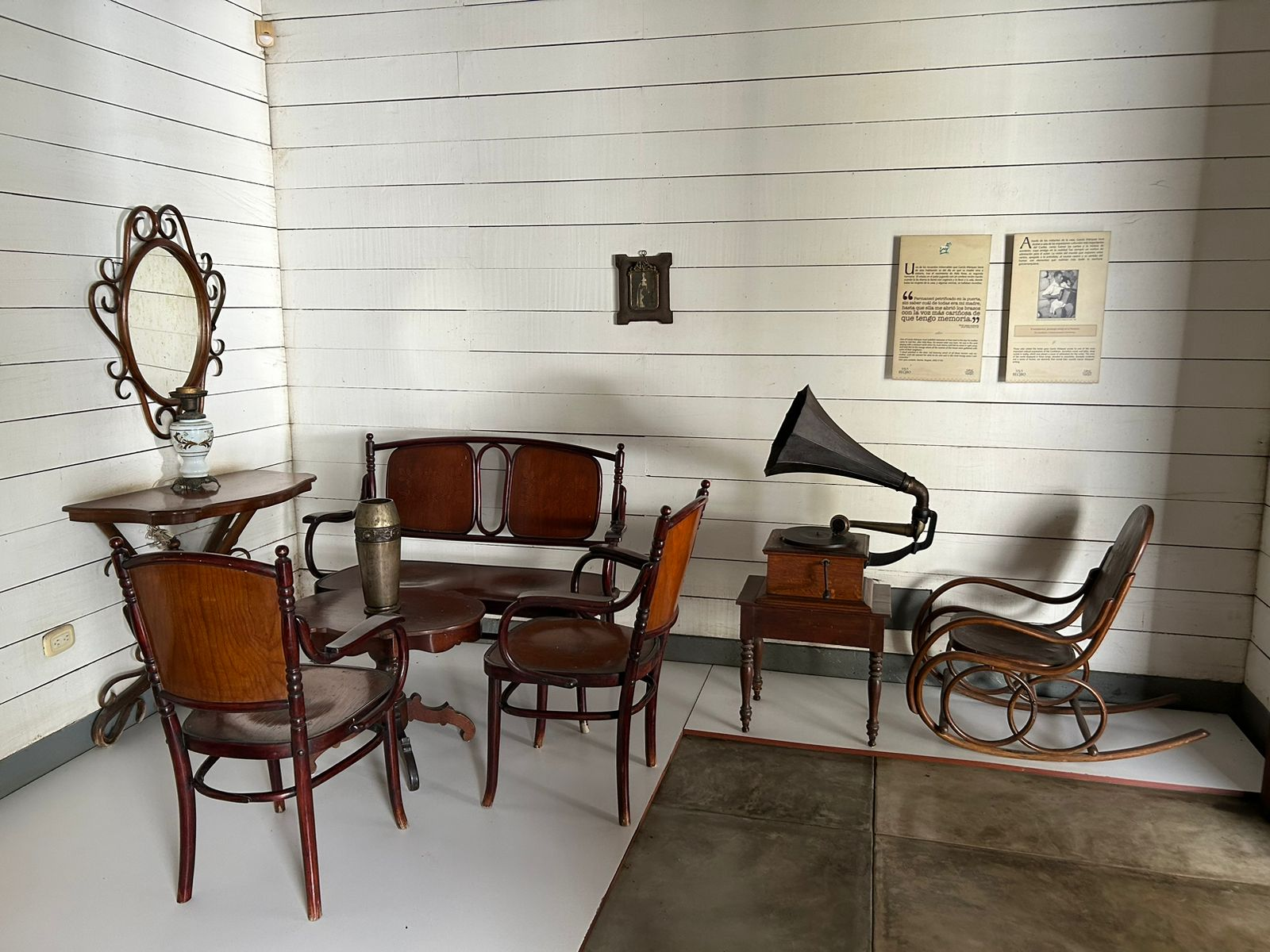
Sala de recibo
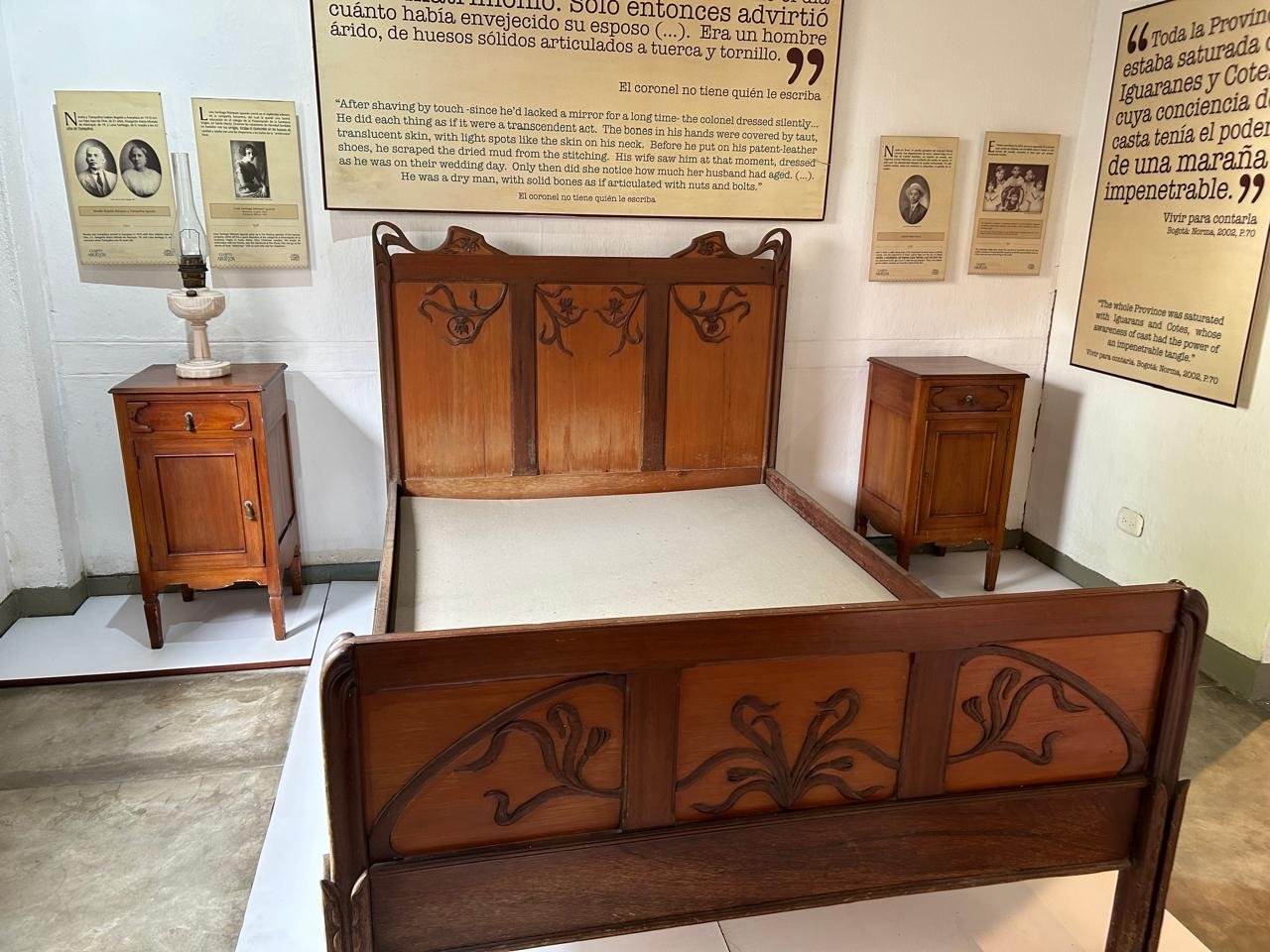
Cuarto de los abuelos
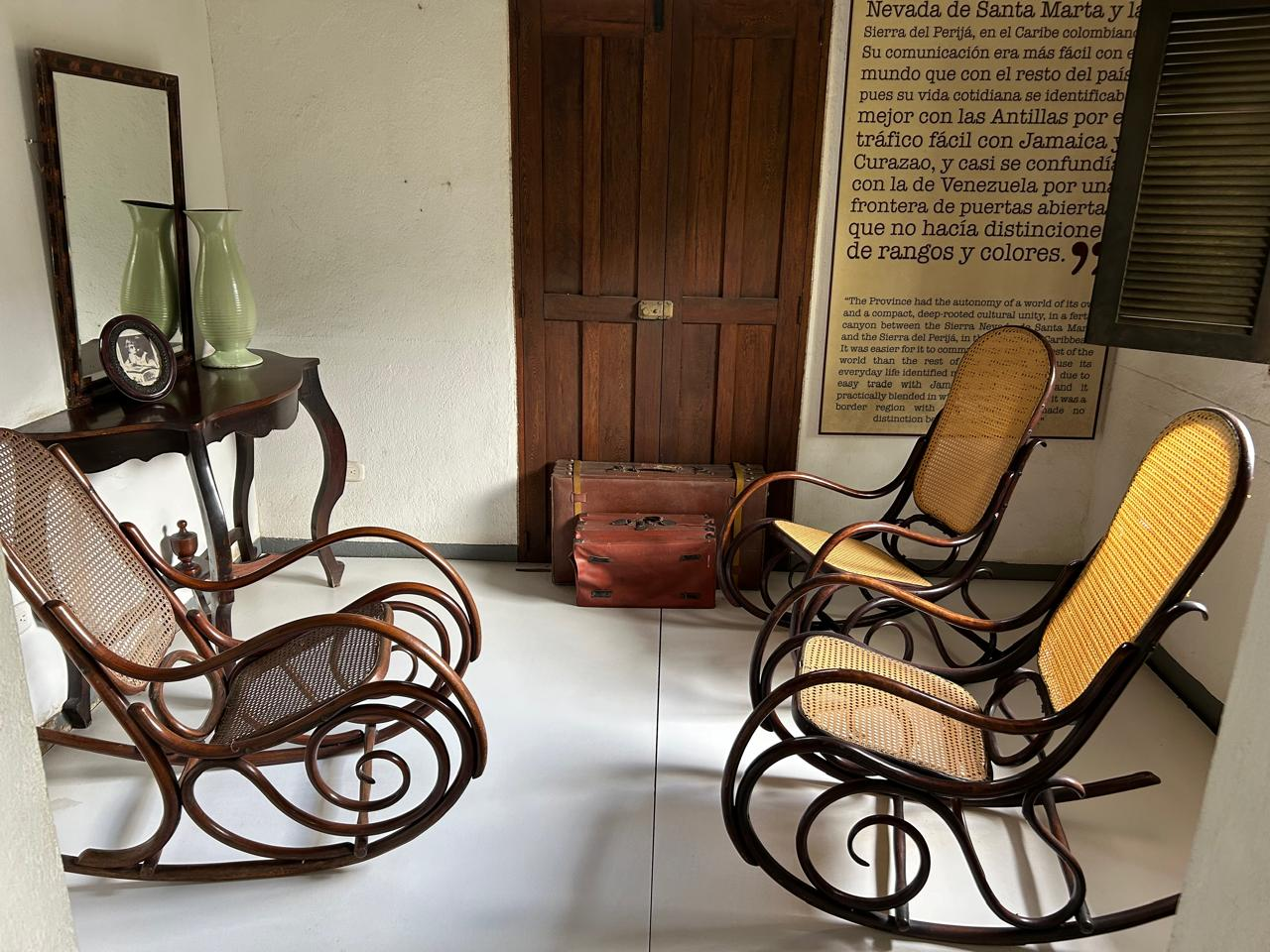
Sala de visitas
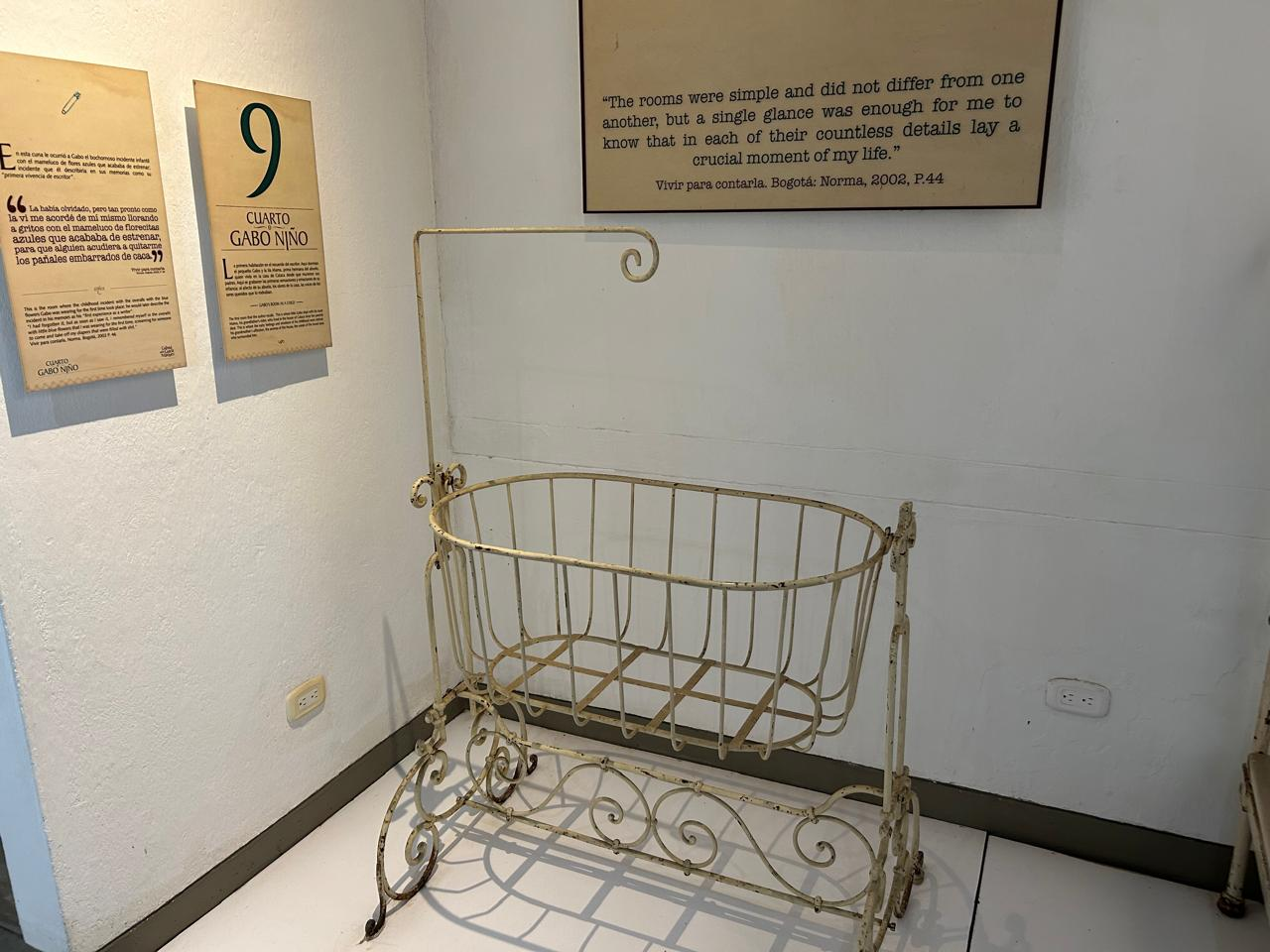
Cuarto de García M. niño
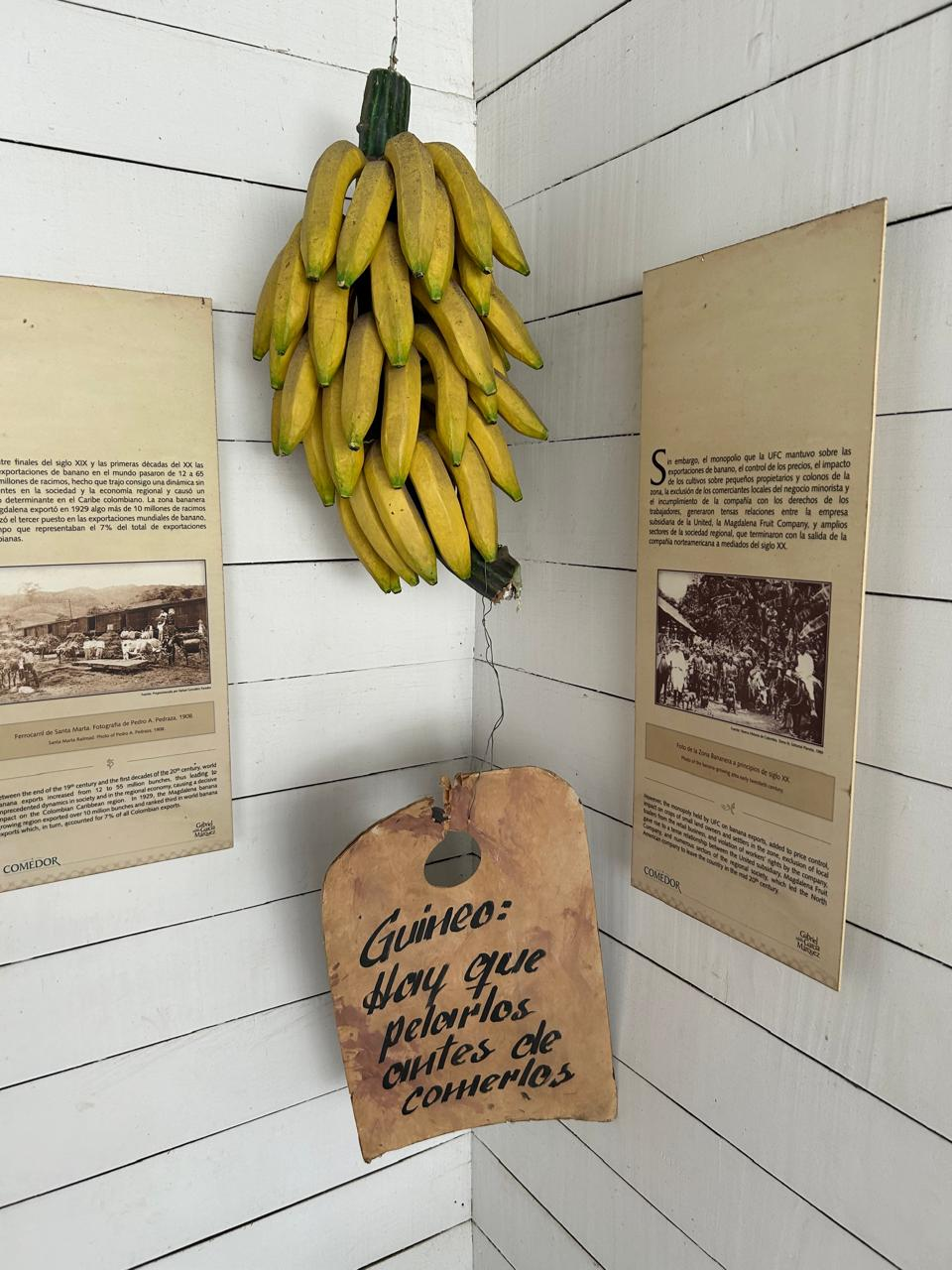
Guineos
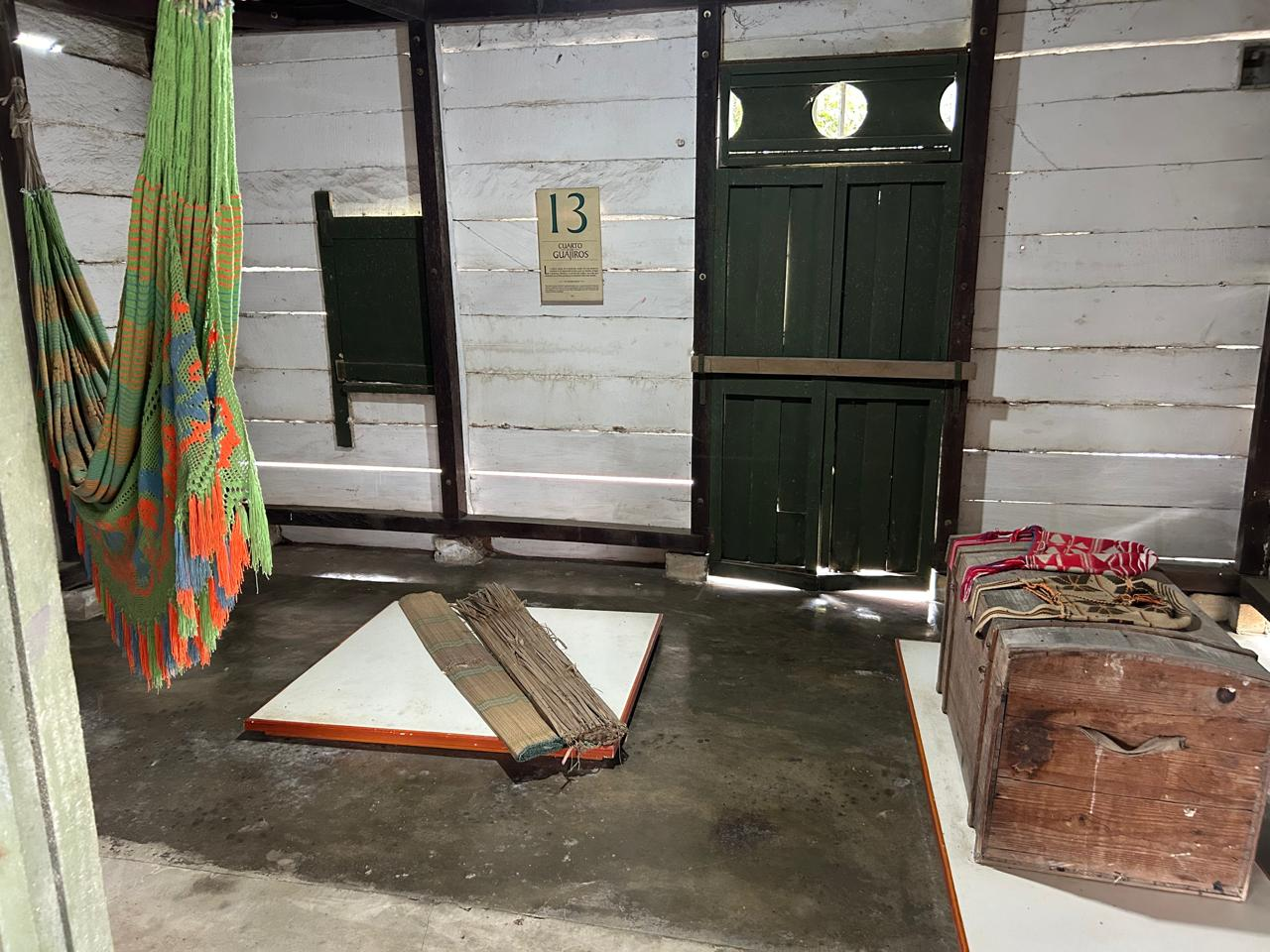
Cuarto de los guajiros
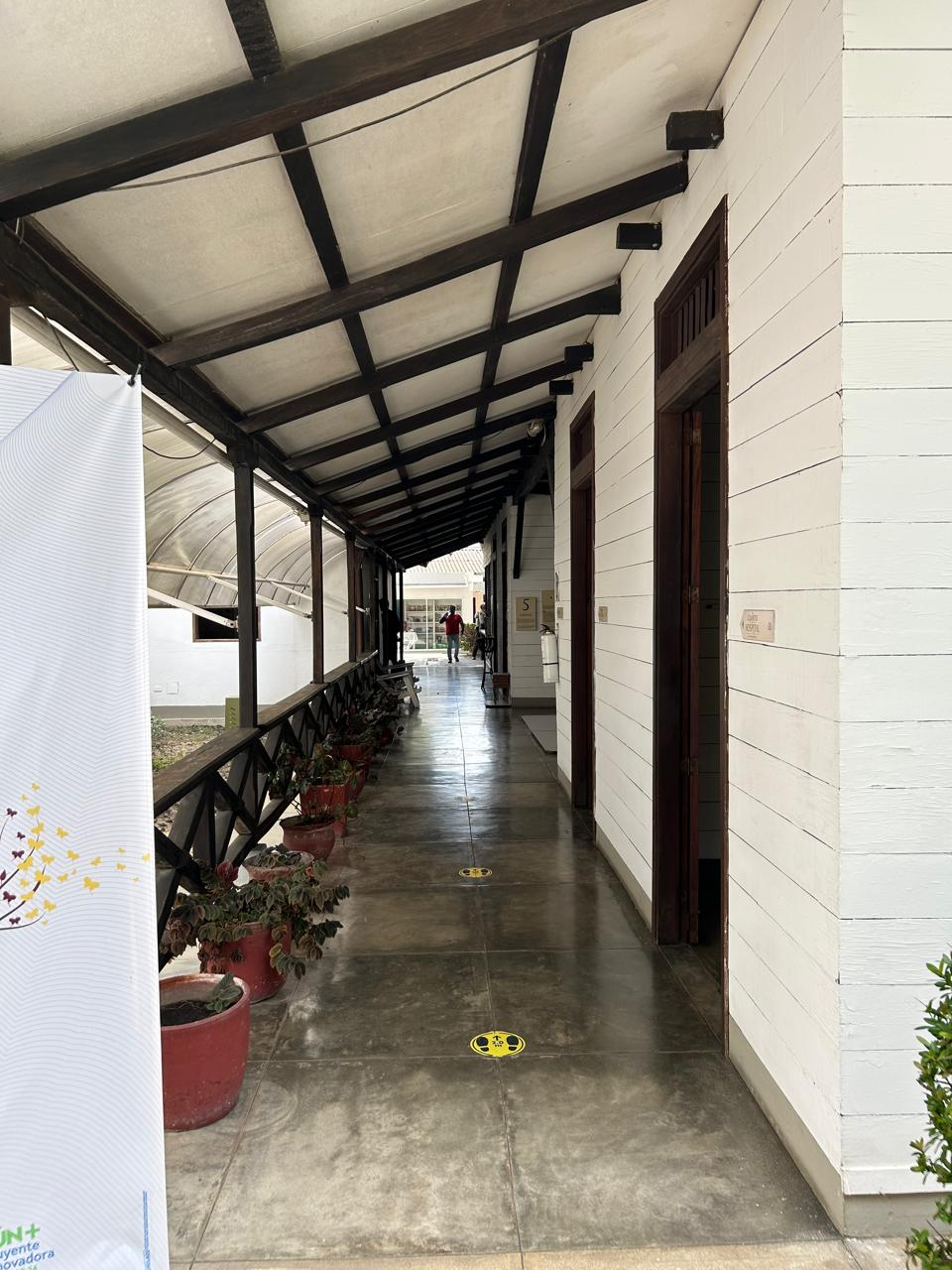
Corredor de las begonias
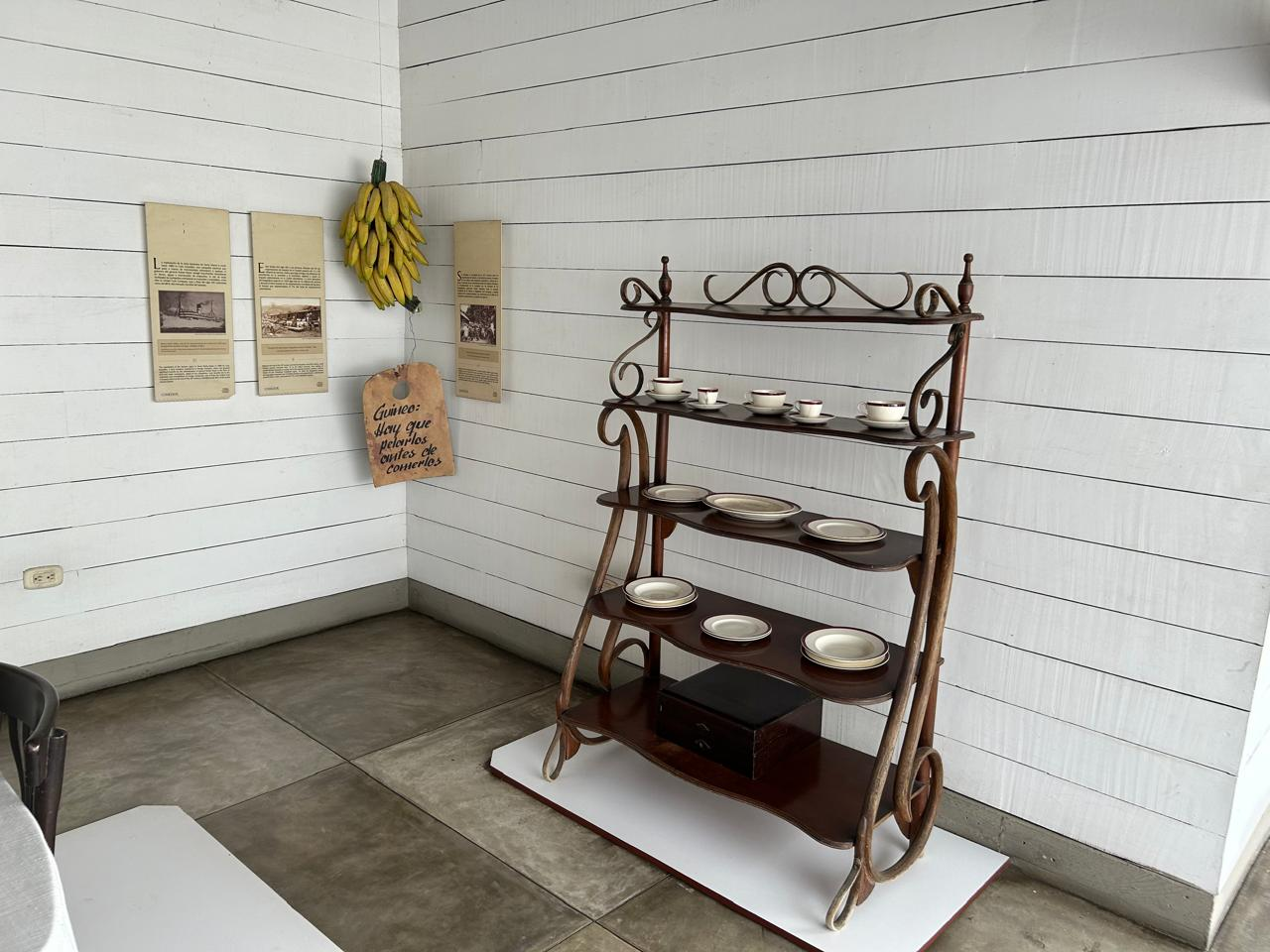
Parte del comedor
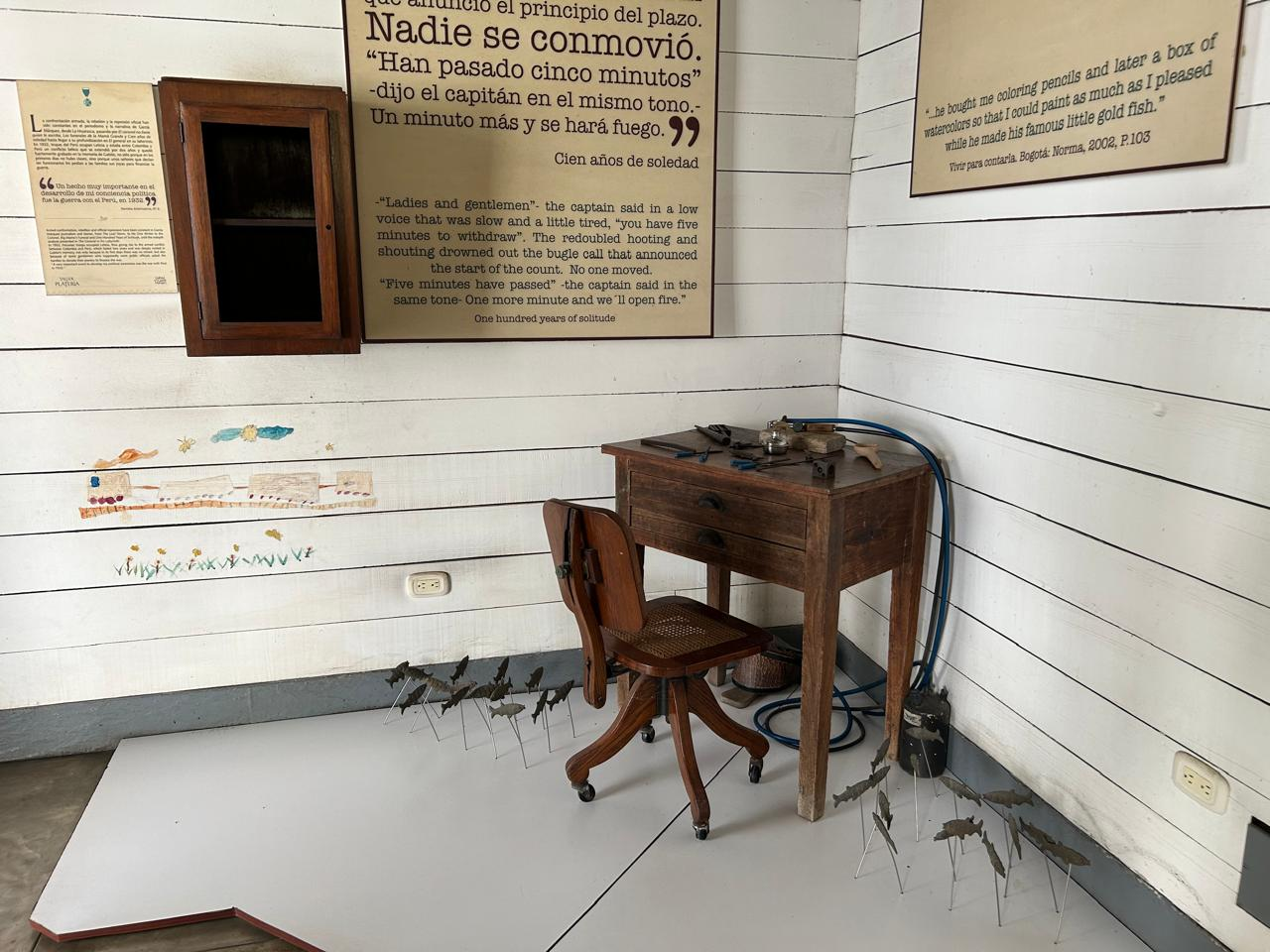
Taller de platería
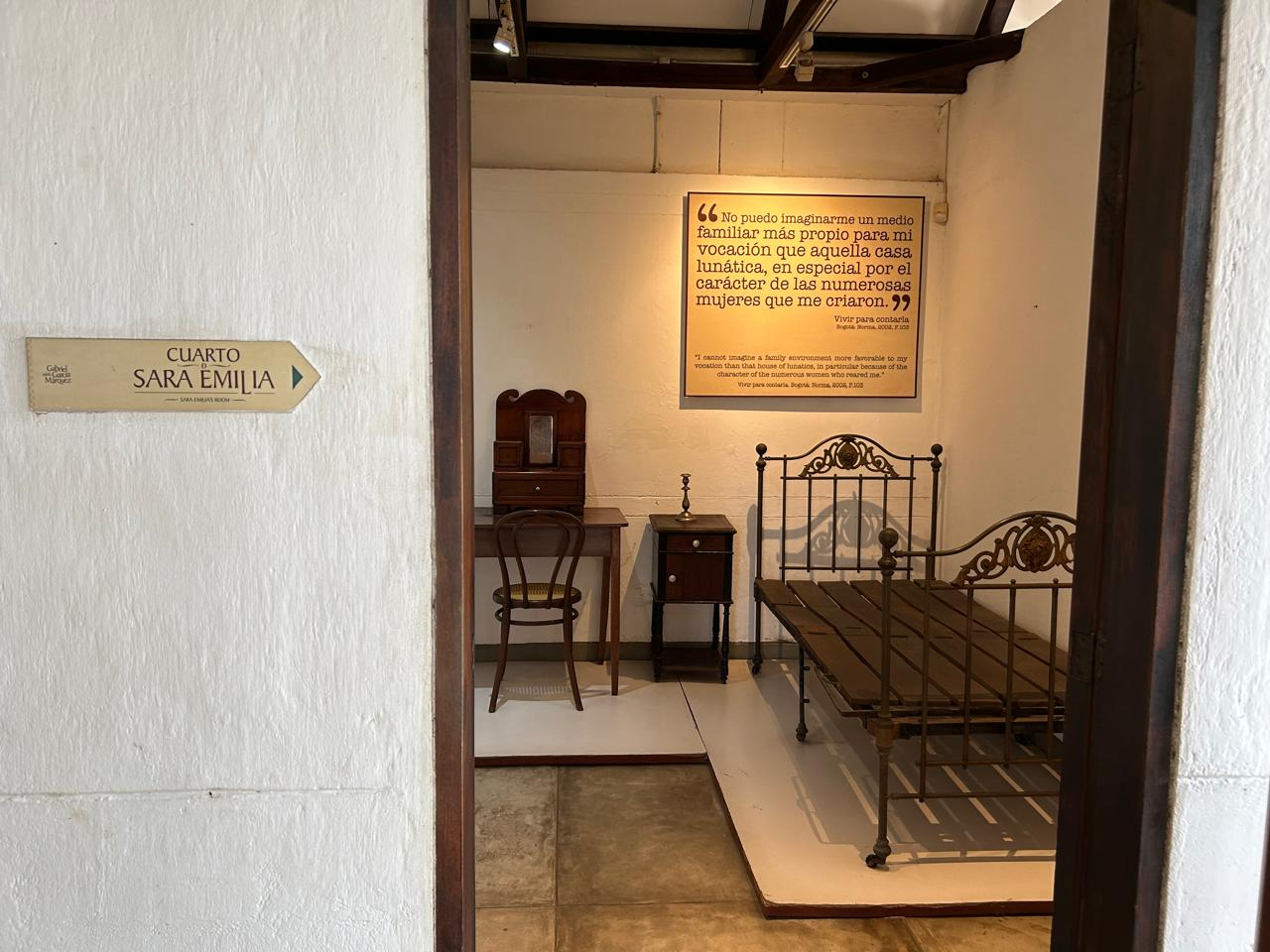
Cuarto de Sara Emilia
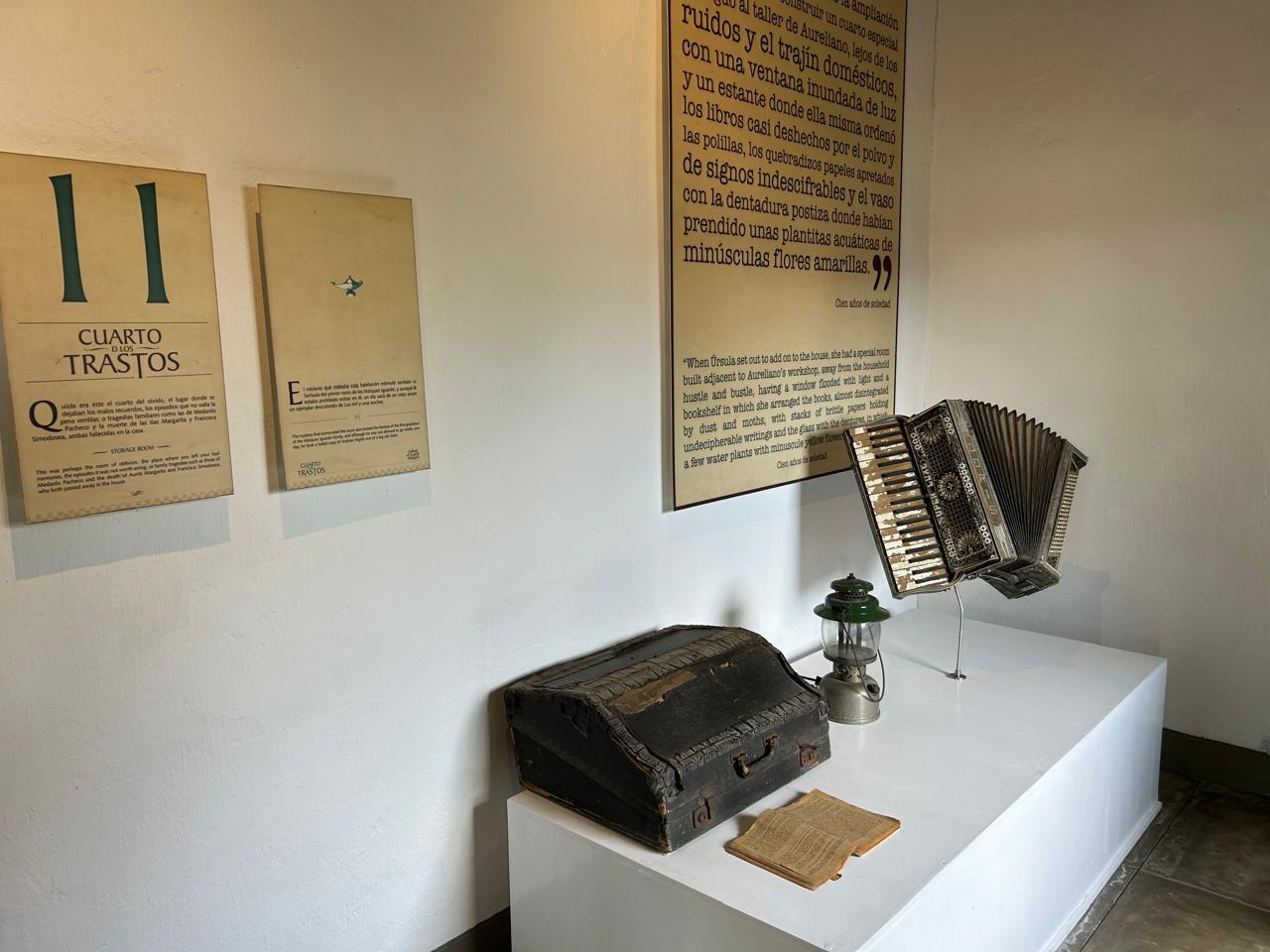
Cuarto de los trastos
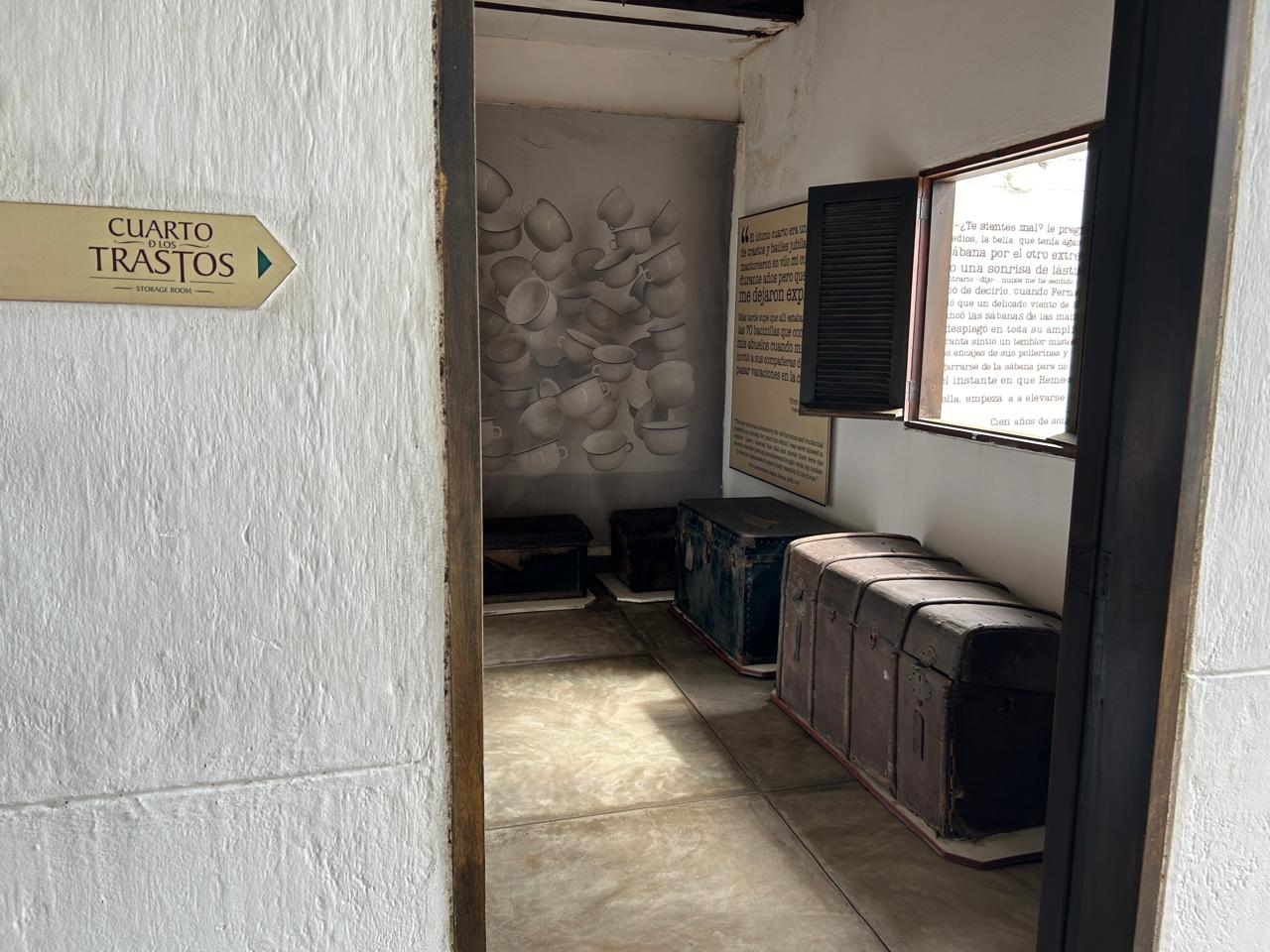
Cuarto de los trastos
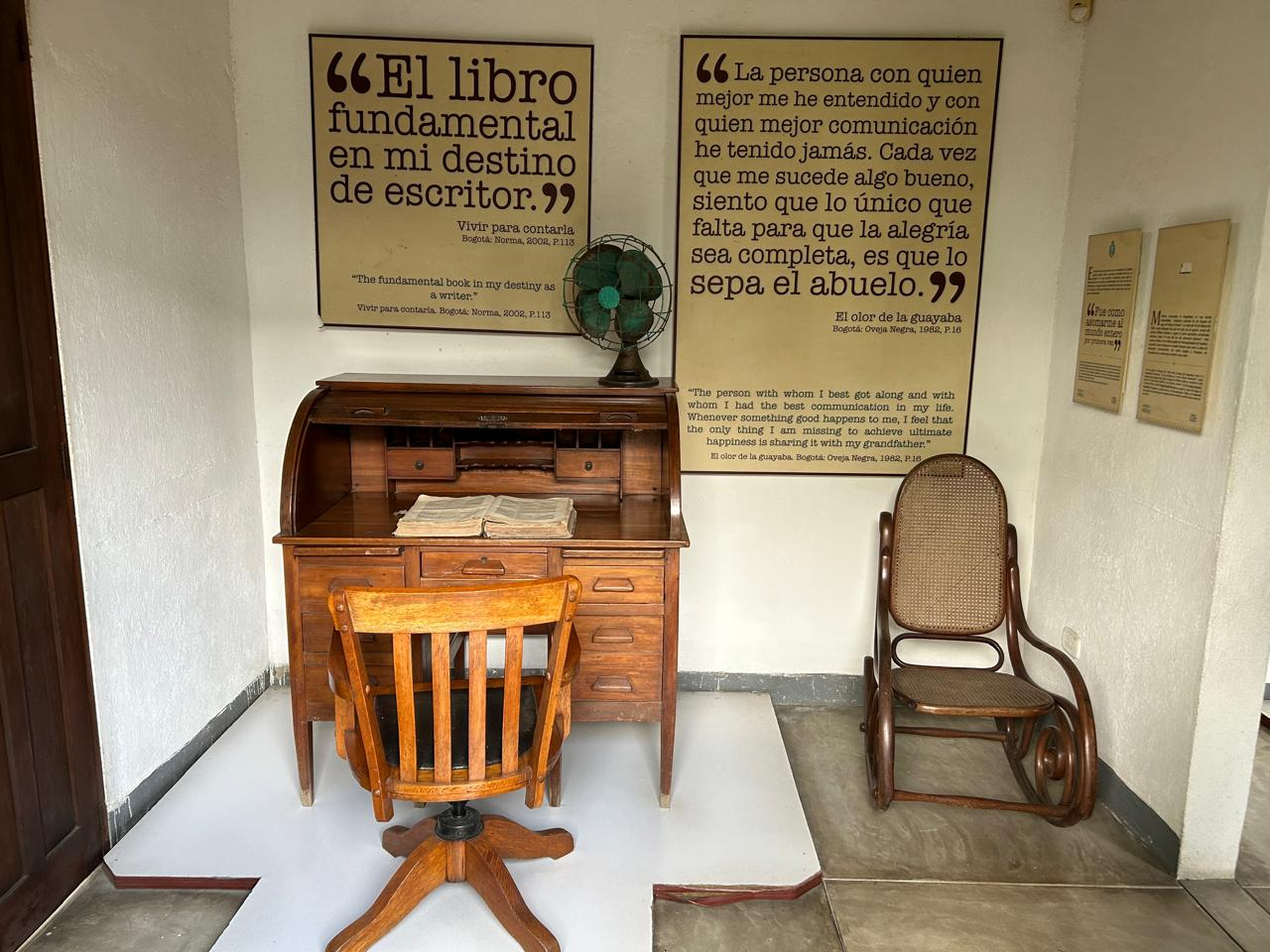
Oficina del abuelo
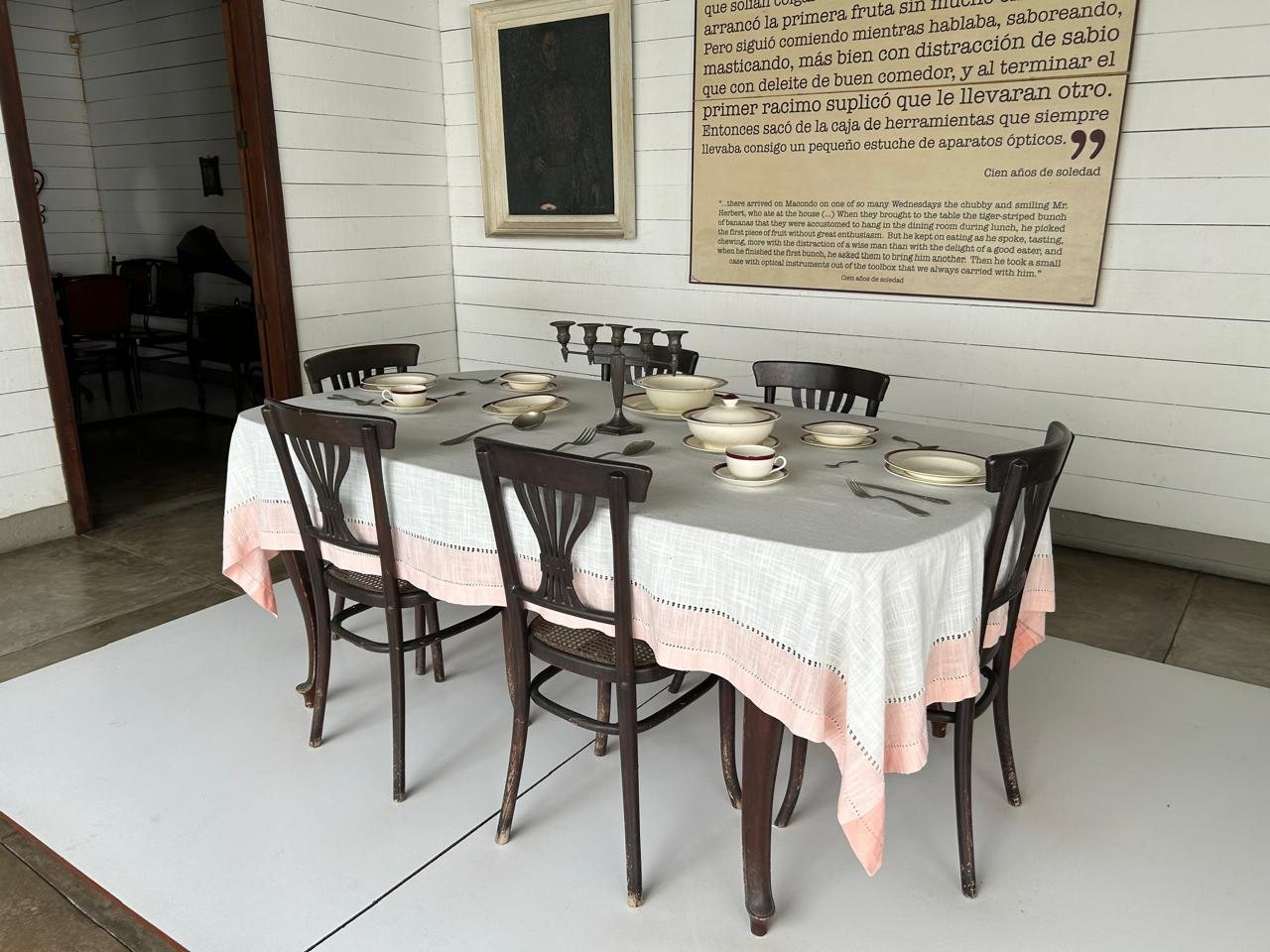
Comedor
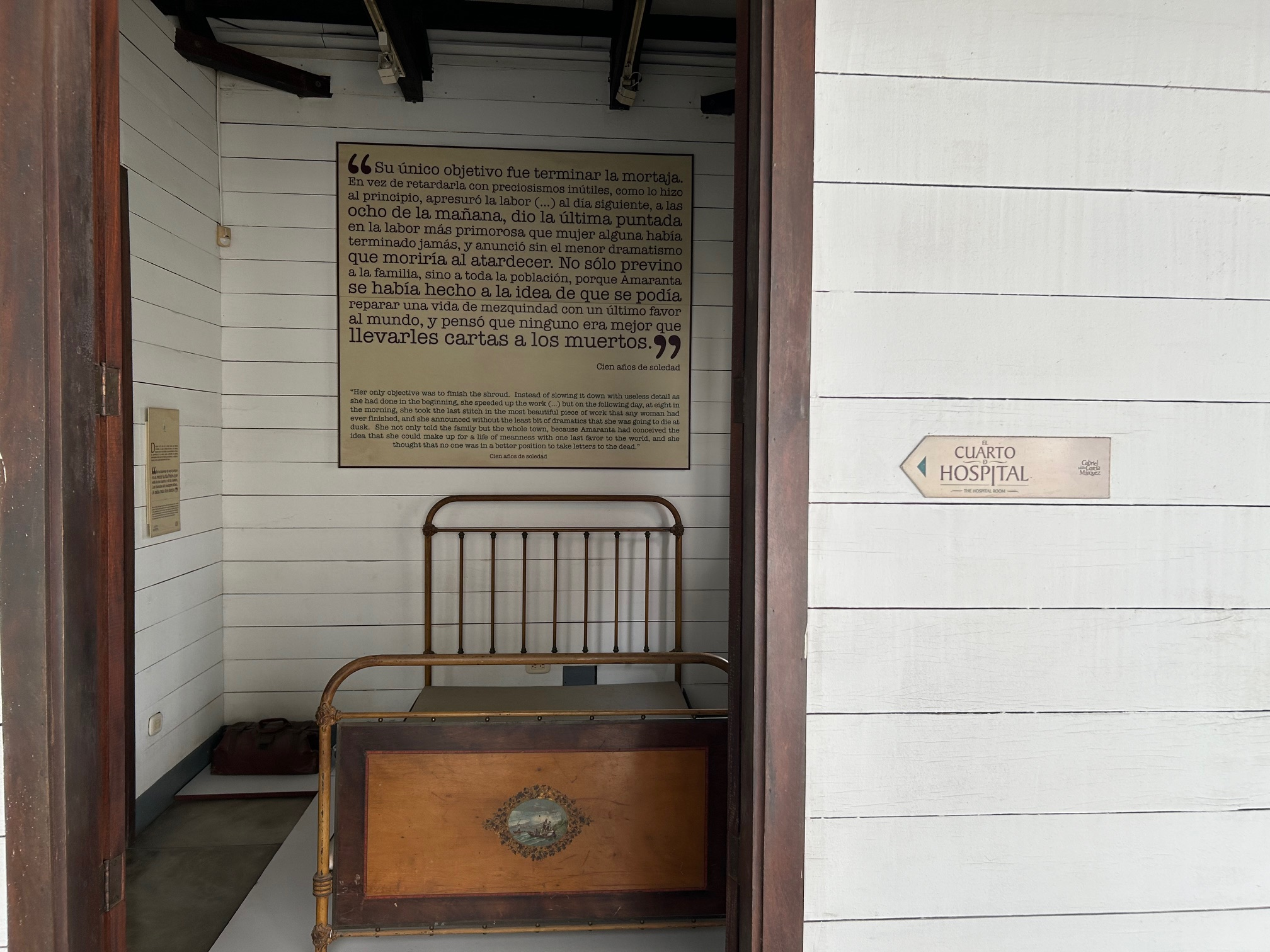
Cuarto de hospital
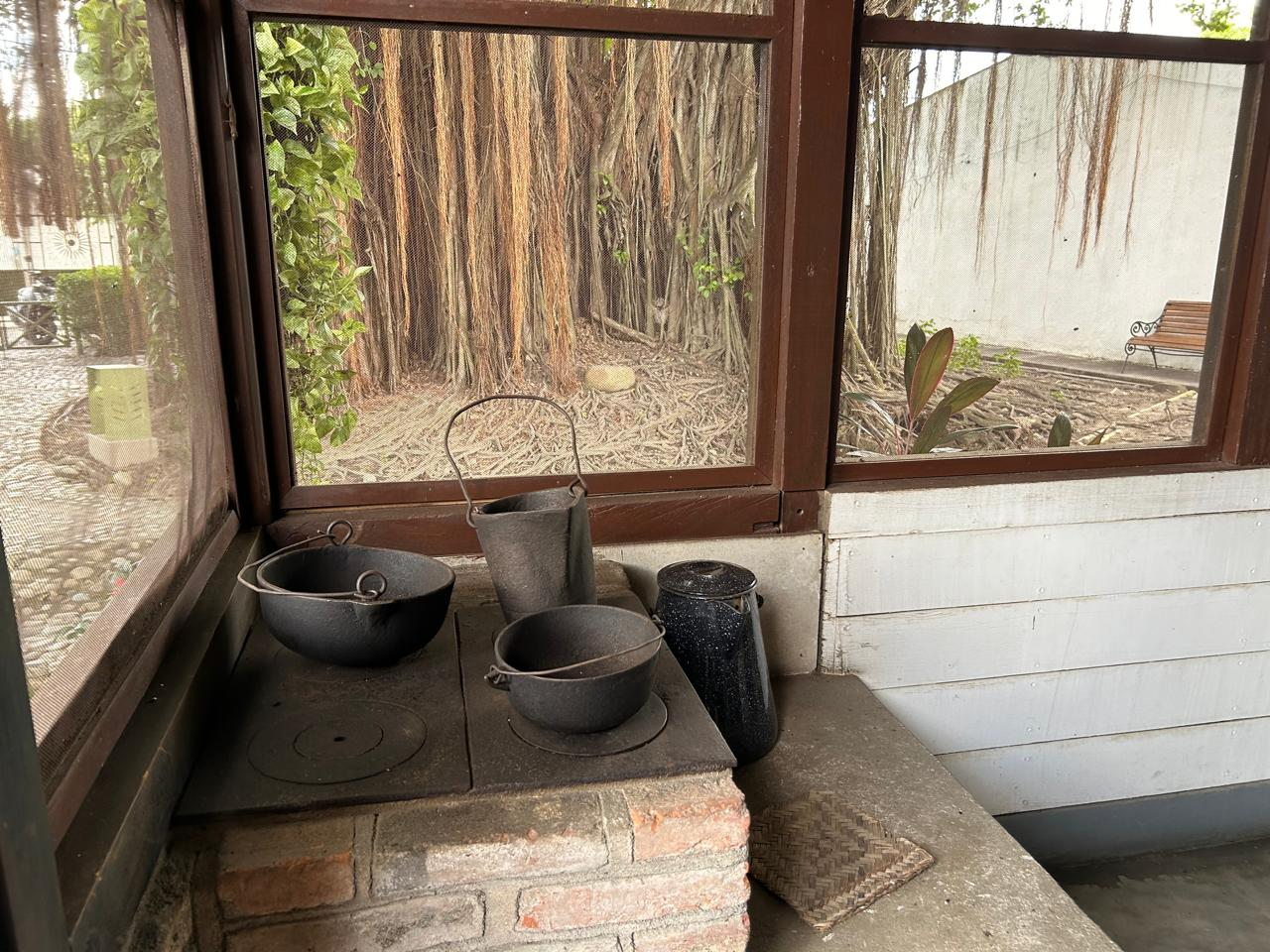
Cocina y despensa
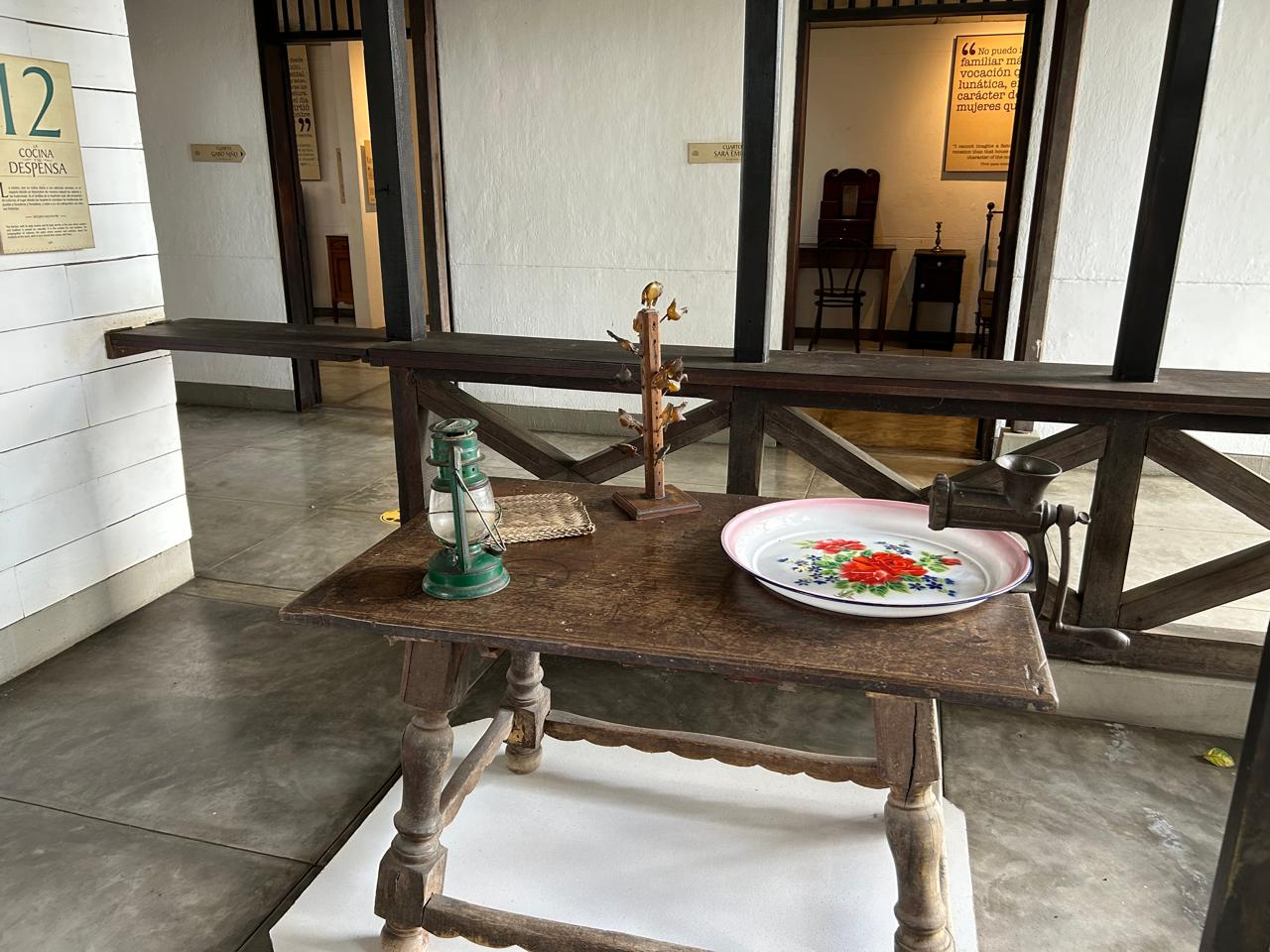
Cocina y despensa
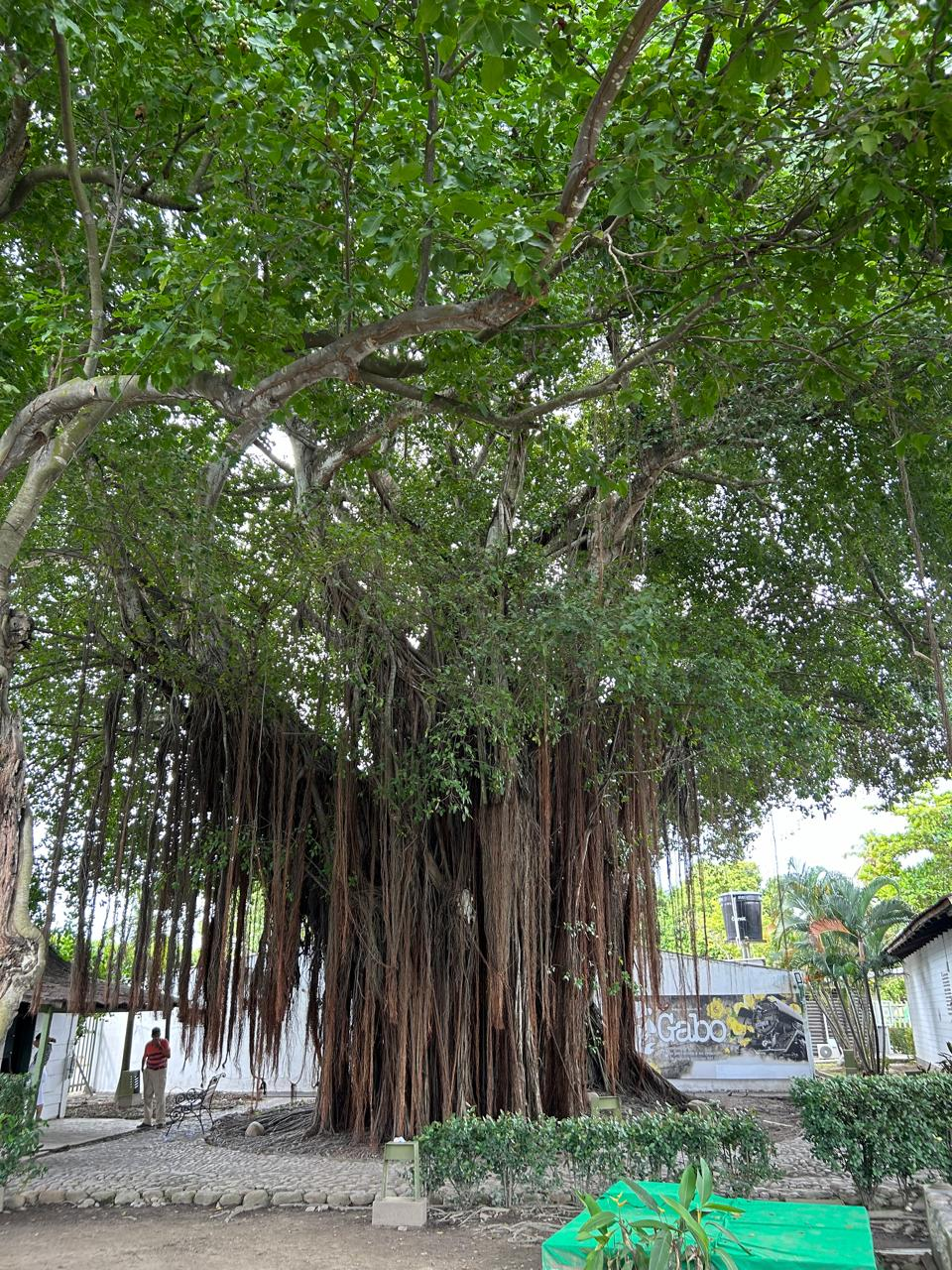
Patio y árbol de pivijay